# Thugz Mansion
«Thugz Mansion» — песня Тупака Шакура, выпущенная как посмертный сингл в 2002 году. Песня записана в пяти вариантах: в первом Тупак зачитывает текст песни под аккомпанемент двух гитар, и гостем на песне присутствует рэпер Nas, в прошлом враждовавший с Тупаком; вторая версия песни — это обычный хип-хоп ремикс, не получивший популярности; третья версия песни — это «Thugz Mansion (N.Y.)», вышедшая в альбоме Nas’а «God’s Son» в 2002 году, где второй куплет Тупака и куплет Nas’а поменялись местами, а первый куплет заменён на новый куплет Nas’а; четвёртая версия — это ремикс от группы Outlawz, где вместо первого куплета Тупака под аккопанемент двух гитар читает Young Noble из Outlawz; и пятая версия — это версия, вышедшая в 2007 году в альбоме Best of 2Pac: Life, где все три куплета исполняет Тупак.
Оригинальная версия композиции была записана Тупаком в сольном исполнении в 1996 году.
В песне Тупак рассказывает о том, как бы ему хотелось провести свою жизнь на небе после смерти. О том, какое это место, в котором все проблемы и все неудачи подходят к концу. Помимо этого, Тупак упоминает многих афроамериканских исполнителей (Марвин Гэй, Билли Холидей, Джеки Уилсон, Сэм Кук, Малкольм Икс, Майлс Дейвис), которых бы он хотел там встретить.

## Дорожки
- CD[2]

1. «Thugz Mansion»
2. «Thugz Mansion» (Nas acoustic)
3. «Fuck Em All»
4. «Thugz Mansion» (видеоклип)

- Промо 12"

Сторона А
1. «Thugz Mansion» (radio version) — 3:59
2. «Thugz Mansion» (album version) — 4:08
3. «Thugz Mansion» (instrumental) — 4:08

Сторона Б
1. «Thugz Mansion» (Nas acoustic) (radio version) — 3:57
2. «Thugz Mansion» (Nas acoustic) (album version) — 4:13
3. «Thugz Mansion» (Nas acoustic) (instrumental) — 4:13

## Позиции в чарта
| Чарты (2003)                          | Позиции |
| ------------------------------------- | ------- |
| Австралия (ARIA)                      | 26      |
| Австралия (ARIA Urban)                | 11      |
| Бельгия/Фландрия (Ultratop 50)        | 7       |
| Бельгия/Валлония (Ultratop 50)        | 18      |
| Германия (GfK)                        | 74      |
| Ирландия (IRMA)                       | 17      |
| Нидерланды (Single Top 100)           | 73      |
| Новая Зеландия (Recorded Music NZ)    | 10      |
| Великобритания (OCC UK Singles)       | 24      |
| США (Billboard Hot 100)               | 19      |
| США (Billboard Hot R&B/Hip-Hop Songs) | 10      |
| США (Billboard Hot Rap Songs)         | 4       |